# Paul Gilroy
Paul Gilroy (16 de febrer de 1956) és un professor universitari britànic que treballa al King's College de Londres. Gilroy és sociòleg i escriptor i professor de literatura anglesa i americana al Departament d'Anglès del King's College de Londres. Professor Anthony Giddens de teoria social al Departament de Sociologia de la London School of Economics, a Londres (2005-2012), l'any 2009 va ser el primer professor convidat a ocupar la Càtedra del Tractat d'Utrecht, a la Universitat d'Utrecht. Abans havia estat el director del Departament d'Estudis Afroamericans, i professor de Sociologia i Estudis Afroamericans, a la Universitat Yale, a New Haven, del 2002 al 2005. s autor de nombrosos articles publicats en revistes com ara Critical Quarterly, Cultural Studies, Ethnicities, International Journal of Cultural Studies i Third Text, entre d'altres.

## Publicacions destacades
- 1982 — (coautor) The Empire Strikes Back - Race and Racism in '70s Britain, London: Hutchinson/Centre for Contemporary Cultural Studies
- 1987 — There Ain't No Black In the Union Jack: The Cultural Politics of Race and Nation, London: Hutchinson
- 1993 — The Black Atlantic: Modernity and Double Consciousness, London: Verso
- 1993 — Small Acts: thoughts on the politics of black cultures, London: Serpent's Tail
- 1995 — "Hendrix, hip-hop e l'interruzione del pensiero" with Iain Chambers, Costa & Nolan.
- 2000 — Against Race: Imagining Political Culture Beyond the Color Line, The Belknap Press of Harvard University Press
- 2000 — Between Camps: Nations, Culture and the Allure of Race, London: Allen Lane
- 2000 — Without Guarantees: Essays In Honour of Stuart Hall (co-edited with Angela McRobbie and Lawrence Grossberg), London: Verso
- 2004 — After Empire: Multiculture or Postcolonial Melancholia, London: Routledge
- 2007 — Black Britain - A Photographic History (with an introduction by Stuart Hall), London: Saqi
- 2009 — (coautor) Kuroi Taiseiyo to Chishikijin no Genzai (The Black Atlantic and Intellectuals Today), Shoraisha
- 2010 — "Darker Than Blue: On The Moral Economies of Black Atlantic Culture" (Harvard)